# Honorowi obywatele Brzozowa
Honorowi obywatele Brzozowa.
| Imię i nazwisko               | Data nadania         |
| ----------------------------- | -------------------- |
| Robert Foedrich               | ok. 1880             |
| August Dzieduszycki           | grudzień 1898        |
| Mieczysław Urbański           | grudzień 1898        |
| Tomasz Witkiewicz             | grudzień 1898        |
| Walenty Bielawski             | 4 sierpnia 1903      |
| Stanisław Biały               | po 1913              |
| Stanisław Rymar               | 30 września 1925     |
| Wojciech Teodorowski          | w okresie PRL        |
| ks. Julian Pudło              | 3 grudnia 1993       |
| ks. Tomasz Zięba              | 3 grudnia 1993       |
| Zbigniew Kubas                | 20 maja 1994         |
| Ireneusz Koryto               | 27 czerwca 1996      |
| Jan Paweł II                  | 15 października 1999 |
| Michał Kulesza                | 30 maja 2009         |
| Walerian Pańko                | 30 maja 2009         |
| Jerzy Stępień                 | 30 maja 2009         |
| Stanisław Zając (pośmiertnie) | 31 marca 2015        |
| Norbert Huber                 | 29 grudnia 2022      |
| Adrianna Florek               | 29 grudnia 2022      |